# فيرا فايك فريبيرجا
فيرا فايك فريبيرجا (ولدت 1 ديسمبر 1937، ريغا)، ومن عام 1999 لعام 2007 وهى أول امرأة تحتل رئاسة جمهورية لاتيفيا. قبل توليها الرئاسة عملت في التدريس الجامعي نحو 33 عام، وحازت على الدكتوراه الفخرية من كندا، ولها 10 مؤلفات. شاركت في تأسيس مؤسسة للزعماء السابقين، بهدف نشر ثقافة القيادة الديموقراطية والحوكمة، وهي مهتمة بتمكين المرأة.

## حياتها
هاجرت عائلتها من موطنها الاصلي اثناء الحرب العالمية الثانية، وبدأت بالعيش في دول مختلفة في عام 1944، مثل: ألمانيا، المغرب وكندا. وقد تلقت تعليمها في المغرب، وأتمت المرحلة الثانوية في الدار البيضاء في مدرسة مرس السلطان من اجل تعليم الفتيات.
وفي سن السابعة عشر هاجرت إلى كندا مع عائلتها. وبدأت هناك بالعمل في بنك. وقد تخرجت من جامعة تورنتو قبل حصولها على الماجيسيتر، وحصلت بعدها على الدكتوراة في علم النفس من جامعة ماكجيل.

## عملها
وفي الفترة من 1965 ل 1998 عينت بمثابة استاذ بعلم النفس في جامعة مونتريال. وكانت نائبة رئيس مجلس العلوم في كندا. وكتبت 9 كتب عن الادب، والثقافة التقليدية الاتيفية، وقامت بالعديد من الحوارات الصحيفة حول محور هذه الكتب.
وحصلت على العديد من الجوائز منهما: -جائزة مارسيل فنست (1992)، وحصلت على زمالة كيلام (1993)
وفى عام 1998 عادت إلى لاتيفيا من اجل إدارة معهد لاتيفيا.

## رئاسة الوزراء
وبعدها بعام في يونيو 1999 عينت كرئيسة جمهورية لاتيفيا وعلى الرغم من أنها حصلت على هذا المنصب من الجولة الأولى، الا انها لم تستطع تولى رئاسة البرلمان بلاتيفيا من الجولة الأولى. وهكذا انتخبت فيرا فريبيرجا عن طريق مرشح وسطى كان يكن لها الاحترام والتقدير من خلال عملها في الأحزاب السياسية على الرغم من عدم وجود صلة بينهما، وفي عام 2003 اختيرت كرئيسة للجمهورية بفارق أصوات 88 صوت، وأصبحت ذات شعبية واسعة في لاتيفيا.
ونتيجة هذه الشعبية زادت إلى 85 % بعد ان كانت 70% ، وقد لعبت دورا هاما في سياسية لاتيفيا الخارجية. وقد بذلت جهدا كبيرا فd تطوير لاتيفيا حتى يتم ضمها لاعضاء حلف شمال الأطلسى وللاتحاد الاوروبd في عام 2004. وفي 7 يوليو 2007 سلمت وظيفتها كرئيسة جمهورية إلى فالديس زاتلرز.

## حياتها الخاصة
تزوجت فيرا فايك فريبيرجا بمدرس الكمبيوتر في جامعة كيبيك، وكان لديها طفلين كارليس واندرا.

## مقالات متعلقة
- إيغارس كالفيتيس
- إيفارس غودمانيس
- أرتورز كريغانيس كارينش

## روابط خارجية
- فيرا فايك فريبيرجا على موقع الموسوعة البريطانية (الإنجليزية)
- فيرا فايك فريبيرجا على موقع مونزينجر (الألمانية)
- فيرا فايك فريبيرجا على موقع إن إن دي بي (الإنجليزية)